# Grijskopblada
De grijskopblada (Bleda canicapillus) is een zangvogel uit de familie Pycnonotidae (buulbuuls).

## Verspreiding en leefgebied
Deze soort komt voor in westelijk Afrika en telt twee ondersoorten:
- B. c. canicapillus: van Guinee-Bissau tot zuidwestelijk Kameroen.
- B. c. morelorum: Senegal en Gambia.

## Status
De grootte van de populatie is niet gekwantificeerd maar de soort wordt omschreven als algemeen. Op de Rode lijst van de IUCN heeft deze soort de status niet bedreigd.